# Batalla de Jumonville Glen
La batalla de Jumonville Glen, o Succés de Jumonville, va ser una batalla de la Guerra Franco-Índia. Tingué lloc el 28 de maig de 1754 i se la considera com el començament de la guerra entre anglesos i francesos que s'expandiria a Europa amb el nom de Guerra dels Set Anys.

## Successos previs
El març de 1754 el governador de Virgínia Robert Dinwiddie va ordenar al tinent coronel George Washington que reclutés el màxim nombre d'homes per reforçar la guarnició d'un fort recentment construït a la frontera amb les colònies franceses. Va aconseguir reclutar 186 homes més un petit grup de sèneques, aliats dels britànics.
Durant el seu camí cap al fort va rebre notícies que el capità William Trent havia estat forçat pels francesos a abandonar el fort. Llavors, Washington va decidir fortificar alguns quilòmetres al sud i esperar ordres. En aquesta zona, els francesos havien començat la construcció del Fort Duquesne, de manera que el governador francès va enviar Joseph Coulon de Jumonville de Villiers perquè expulsés el petit destacament de Washington pacíficament.
A l'assabentar-se el comandant anglès que s'acostaven els francesos, es van preparar per a la batalla i cavar trinxeres. A la nit prèvia al 27 de maig va haver d'enviar 75 homes a perseguir un grup de 50 francesos que estaven amenaçant la caravana de Christopher Gist. També va enviar un grup de sèneques a cercar a un altre grup de francesos. Aquests van trobar el campament de Villiers i enviar un informe a Washington.

## Batalla
Washington i Tanacharison (líder dels seneca) van acordar atacar el campament francès aquell mateix dia. Van prendre posicions als voltants i a les set de la tarda, van ordenar atacar. La batalla va ser breu, només va durar quinze minuts, però va suposar la primera victòria dels colons anglesos a la guerra. Els francesos van patir entre deu i dotze baixes i 21 d'ells van ser capturats, mentre que els britànics només van perdre un home.

## Conseqüències
Després de la batalla, Jumonville va insistir que Washington llegís els papers que li havien ordenat entregar. Mentre el comandant britànic els llegia, Tanacharison va assassinar Jumonville, destrossant-li el cap amb un tomahawk. Washington va decidir llavors continuar el seu camí per construir la fortificació de Fort Necessity. Això portaria a una batalla el 3 de juliol d'aquest mateix any, en la qual els francesos van aconseguir una gran victòria.